# Grete Eliassen
Grete Eliassen [græda iˈlaɪəsən] (* 21. September 1986 in St. Louis Park, Minnesota) ist eine ehemalige norwegisch-amerikanische Freestyle-Skierin und Skirennläuferin. Nach dem Karrierestart als Skirennläuferin widmete sie sich ab 2004 den Freeski-Disziplinen Halfpipe und Slopestyle. Eliassen gewann zwei Bronzemedaillen bei Weltmeisterschaften sowie insgesamt sechs Medaillen bei den Winter-X-Games, darunter zweimal Gold in der Superpipe. Daneben wirkt sie seit Jahren an der Produktion von Skifilmen mit.

## Biografie

### Kindheit und Jugend
Grete Eliassen kam 1986 als Tochter eines norwegischen Vaters und einer amerikanischen Mutter in Minnesota zur Welt und wuchs in Lutsen am Westufer des Oberen Sees auf. Mit ihrem älteren Bruder Knut wuchs sie zweisprachig auf und begann im Alter von zwei Jahren in den Hyland Hills bei Minneapolis mit dem Skifahren. Nachdem sie ihre ersten fünf Lebensjahre in Minnesota verbracht hatte, lebte sie mit ihrer Familie ein Jahr in Norwegen. Zurück in den USA war Eliassen vielseitig aktiv und betrieb Sportarten wie Hockey, Fußball und Basketball. Im Alter von zehn Jahren schloss sie sich im Hinblick auf eine professionelle Laufbahn als Skirennläuferin dem Team Gilboa an. Als Grete 13 Jahre alt war, wanderte Familie Eliassen nach Lillehammer aus, von wo aus das Mädchen seine sportliche Karriere unter norwegischer Flagge fortsetzte.

### Sportliche Laufbahn
Im Alter von 14 Jahren gewann Grete Eliassen den nationalen Jugendmeistertitel im Slalom und wurde in den Nachwuchskader des norwegischen Skiverbandes aufgenommen. Nachdem sie im November 2001 in Bjorli ihre ersten FIS-Rennen bestritten hatte, belegte sie bei den Juniorenweltmeisterschaften auf der Sella Nevea die Ränge 45 und 62 in Riesenslalom und Slalom. Zwei Monate nach ihrem 16. Geburtstag gab sie in Åre ihr Europacup-Debüt, konnte sich bei insgesamt acht Starts aber nie in den Punkterängen klassieren. Der größte alpine Erfolg gelang ihr Ende Januar 2003, als sie im Rahmen des Europäischen Olympischen Jugendfestivals in Bled die Bronzemedaille im Slalom gewann. Nach fünf FIS-Podestplätzen erreichte sie bei den Juniorenweltmeisterschaften in der Region Briançonnais die Ränge 12 und 17 in Super-G und Slalom. 2004 bestritt sie lediglich einen weiteren FIS-Slalom in Oppdal.

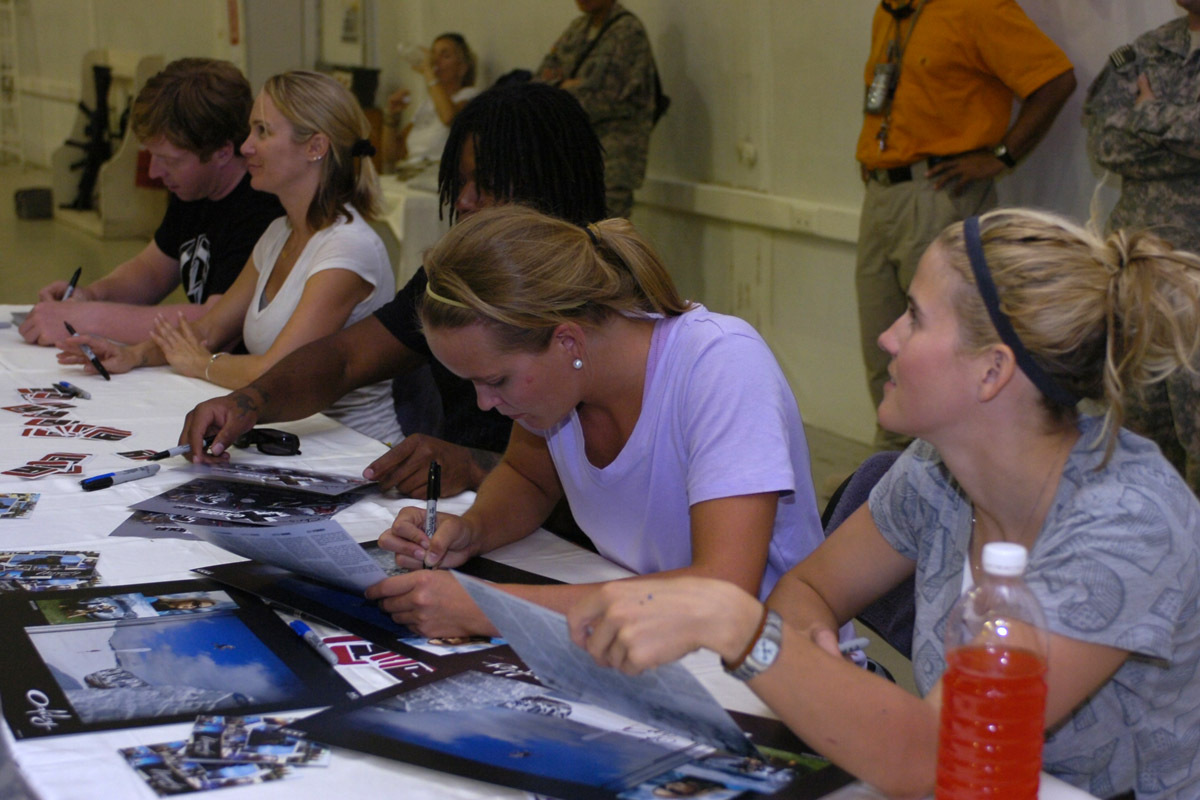
Eliassen unterschreibt Autogramme auf einer US-Militärbasis im Irak (2009)

Weil ihr der alpine Skisport keine Freude mehr bereitete, beschloss Eliassen, die Tricks, die sie sich auf einem Trampolin im Garten ihrer Eltern beigebracht hatte, im Wettkampf zu zeigen und wandte sich dem Freestyle zu. Sie spezialisierte sich auf die jungen Freeski-Disziplinen Halfpipe und Slopestyle und konnte auf Anhieb große Erfolge verbuchen. Im Januar 2005 gewann sie gleich bei ihrem ersten Antritt die erstmals für Frauen ausgetragene Superpipe-Konkurrenz im Rahmen der X-Games in Aspen. Bei den Weltmeisterschaften in Ruka errang sie hinter Sarah Burke und Kristi Leskinen die Bronzemedaille in der Halfpipe. In den folgenden Jahren feierte sie weitere Podiumsplatzierungen bei den X-Games, ab 2009 auch in der neuen Disziplin Slopestyle. Mit insgesamt sechs Medaillen war Eliassen zusammen mit Sarah Burke und Ophélie David kurzzeitig die erfolgreichste Skifahrerin bei der prestigeträchtigen Veranstaltung. 2007 war sie bei Freeskiing Open in verschiedenen Ländern siegreich, 2009 verzeichnete sie auf dem Mount Snow Spitzenresultate im Rahmen der Dew Tour. Im April 2010 stellte sie in Park City einen neuen Weltrekord auf, indem sie während eines sogenannten hip jump, eines Sprungs über einen Kicker mit seitlich versetzter Landung, einen Luftstand von fast 9,5 Metern erreichte.
2011 gewann Grete Eliassen den Big-Mountain-Event beim Red Bull Cold Rush in Silverton. Außerdem bestritt sie mit den Weltmeisterschaften im Deer Valley Resort erstmals seit fast sechs Jahren wieder einen FIS-Wettkampf und wurde dort Siebente im Slopestyle. Nachdem sie im Januar 2012 einen Riss des vorderen Kreuzbandes erlitten hatte, entschied sie sich für einen Nationenwechsel und trat von da an für ihr Geburtsland an. Im Hinblick auf die Olympischen Spiele von Sotschi, wo die Disziplin Slopestyle erstmals auf dem Programm stehen würde, fand sie Aufnahme in die US-Nationalmannschaft und erhielt damit erstmals in ihrer Karriere Zugang zu professionellen Ressourcen, darunter Kraft- und Konditionstrainer. Am 12. Januar 2013 gab Eliassen im relativ hohen Alter von 26 Jahren ihr Debüt im Freestyle-Skiing-Weltcup. Bei den Weltmeisterschaften in Voss gewann sie hinter Kaya Turski und Dara Howell eine weitere Bronzemedaille. Im darauffolgenden Dezember erreichte sie als Dritte in Copper Mountain ihren ersten und einzigen Weltcup-Podestplatz. Ein zusätzlicher neunter Rang in Breckenridge genügte ihr nicht, um sich für die Olympischen Spiele zu qualifizieren, worauf sie noch im Januar 2014 ihre Karriere im Wettkampfsport beendete.

### Weitere Karriere
Bereits während ihrer aktiven Karriere absolvierte Grete Eliassen an der University of Utah in Salt Lake City ein Studium mit dem Hauptfach Business Management, das sie im Mai 2013 abschloss. Unmittelbar nach dem Ende ihrer Weltcup-Laufbahn 2014 arbeitete sie ein Jahr lang als Marketing Director für die Instant-Messaging-App Wickr.
Seit 2007 tritt Eliassen in Skifilmen mit den Schwerpunkten Freeskiing und Freeriding in Erscheinung. Ihr ambitioniertestes Projekt verwirklichte sie zwischen Herbst 2008 und Frühling 2010 mit ihrem Sponsor Red Bull: Der Film Say My Name, dessen Titel auf die für Amerikaner schwierige Aussprache ihres Namens anspielt, enthält unter anderem ihren Rekordsprung und lief im Jahr seines Erscheinens auf dem NYC Snow Film Fest. Daneben beteiligte sie sich an Skifilmen von Poor Boyz Productions und Warren Miller Entertainment. Von 2017 bis 2018 war sie Präsidentin der von Billie Jean King gegründeten Women’s Sports Foundation, einer Organisation, die sich für die Gleichberechtigung von Mädchen und Frauen im Sport einsetzt.
Gemeinsam mit Keri Herman und Megan Olenick startete sie eine Webserie mit dem Titel ColdAsIce.TV, außerdem betreibt sie den Podcast What’s Your Line?, in dem sie Persönlichkeiten aus der Skisportszene interviewt.
Eliassen ist seit 2013 verheiratet und Mutter von zwei Kindern. Sie lebt mit ihrer Familie im Cottonwood Canyon in unmittelbarer Nähe zum Skigebiet Solitude nahe Salt Lake City. Bis in ihre späten Zwanziger war sie schwere Schlafwandlerin, konnte diesen Zustand aber bei einer Trekkingtour durch das australische Outback im Rahmen eines Filmdrehs überwinden. Privat ist sie ein großer Hip-Hop-Fan und nahm mithilfe der App GarageBand unter dem Pseudonym G Baby mehrere Rapsongs auf.

## Rezeption
Grete Eliassen gilt in den USA als Pionierin der Freeski-Disziplinen Halfpipe und Slopestyle. Bei den X-Games war sie 2005 die erste weibliche Siegerin in dieser Sparte des Freestyle-Skiing. Die Veranstalter reihten sie sowohl auf Platz neun der 20 größten X-Games-Freeskier als auch auf Platz zehn der 50 größten Action-Sportlerinnen aller Zeiten. Eliassens Engagement für Gleichberechtigung in der Skiszene, unter anderem für die Anpassung von Preisgeldern, brachte ihr sportartenübergreifend Respekt ein. Auch mit ihren Skifilmen, für die sie vom Skiing-Magazin bereits 2007 als „Female Film Skier of the Year“ ausgezeichnet wurde, gelang es ihr wiederholt, neue Akzente im Frauenskisport zu setzen.

“I can actually do more on my skis than I can with just my legs. So, it’s pretty cool. It’s like an extension of my legs.”

„Ich kann auf meinen Skiern eigentlich mehr als nur mit meinen Beinen machen. Es ist ziemlich cool. Es ist wie eine Verlängerung meiner Beine.“

## Erfolge Alpin

### Juniorenweltmeisterschaften
- Tarvisio 2002: 45. Riesenslalom, 62. Slalom
- Briançonnais 2003: 12. Super-G, 17. Slalom

### Weitere Erfolge
- Bronze im Slalom beim Europäischen Olympischen Jugendfestival 2003
- 1 norwegischer Jugendmeistertitel (Slalom 2001)

## Erfolge Freestyle

### Weltmeisterschaften
- Ruka 2005: 3. Halfpipe
- Park City 2011: 7. Slopestyle
- Voss 2013: 3. Slopestyle

### Weltcup
- 2 Platzierungen unter den besten zehn, davon 1 Podestplatz

### Weltcupwertungen
| Saison  | Gesamt | Gesamt | Slopestyle | Slopestyle |
| Saison  | Platz  | Punkte | Platz      | Punkte     |
| ------- | ------ | ------ | ---------- | ---------- |
| 2012/13 | 216.   | 1      | 47.        | 5          |
| 2013/14 | 69.    | 18     | 16.        | 89         |

### X-Games
- Aspen 2005: 1. Superpipe
- Aspen 2006: 1. Superpipe
- Aspen 2007: 2. Superpipe
- Aspen 2008: 6. Superpipe
- Aspen 2009: 2. Slopestyle, 7. Superpipe
- Aspen 2010: 3. Slopestyle, 7. Superpipe
- Aspen 2011: 3. Slopestyle

### Weitere Erfolge
- Sieg in der Halfpipe bei den European Open in Laax 2007
- Sieg in der Halfpipe bei den Nippon Open 2007
- Sieg in der Halfpipe bei den U.S. Freeskiing Open in Vail 2007
- Guinness World Record für den höchsten Sprung auf Freestyle-Ski 2010
- Sieg beim Red Bull Cold Rush 2011

## Filmografie (Auswahl)
- 2007: Ski Porn
- 2008: Children of Winter
- 2008: Oakley Uniquely (Kurzfilm)
- 2010: Say My Name
- 2011: One for the Road (Dokumentarfilm)
- 2015: Project Acheron: Outback (Miniserie)[18]
- 2016: Here, There & Everywhere
- 2016: Shades of Winter: Freeskiing’s Bright Future (Kurzfilm)
- 2021: Winter Starts Now

## Auszeichnungen
- 2007: Slayin’ It Award in der Kategorie Film Skier of the Year (Skiing)
- 2009: Yolanda L. Jackson Give Back Award (Women’s Sports Foundation)
- 2011: Best Female Performance (Powder Video Awards)